# Noctua tertia
Noctua tertia is een vlinder uit de familie uilen (Noctuidae). De wetenschappelijke naam is voor het eerst geldig gepubliceerd in 1991 door Mentzer & al..
De soort komt voor in Europa.